# Tzameret Tower 1
Tzameret Tower 1 (hebr. מגדלי אקירוב א) – wieżowiec w osiedlu Giwat Amal Alef w mieście Tel Awiw, w Izraelu.
Budowa wieżowca trwała w latach 1999–2002.

## Dane techniczne
Budynek ma 34 kondygnacje i wysokość 123 metrów.
Wieżowiec wybudowano w stylu brutalistycznym. Wzniesiono go z betonu, granitu i szkła. Elewacja jest w kolorach białym i niebieskim.
Wieżowiec jest wykorzystywany jako budynek mieszkalny. Znajduje się w nim 360 luksusowych apartamentów.